# Eelam

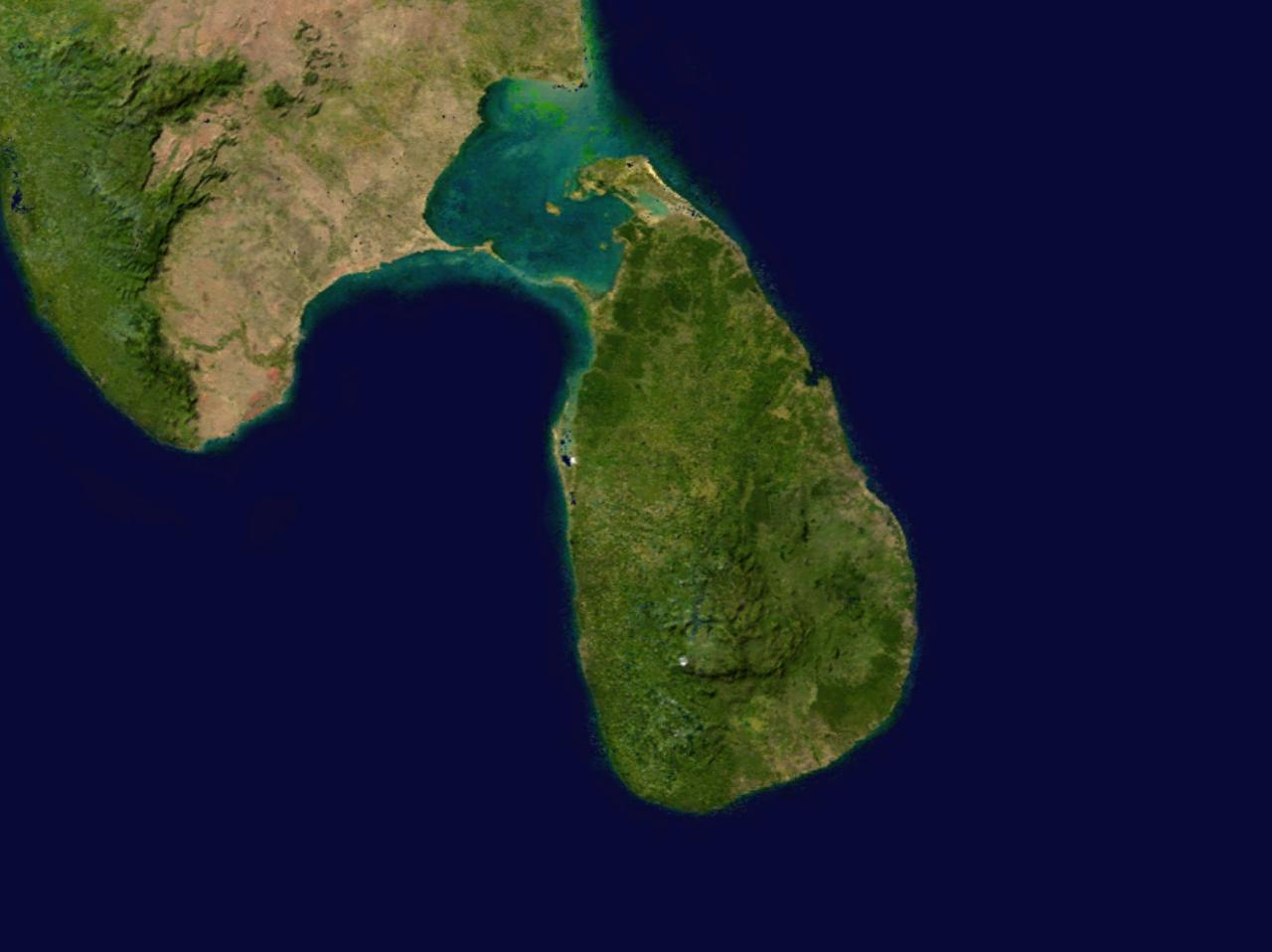
Eelam (Sri Lanka) beläget söder om Indien.

Eelam eller Eela Naadu är det Tamilska namnet för Sri Lanka. Det stavas även Eezham, Ezham, Iizham och Ilam. Tamil Eelam är det namn som LTTE har givit på den utbrytarstat som gör anspråk på de norra och östra delarna av Sri Lanka.

## Ordets ursprung
Vissa tror att ordet härstammar från Sinhela eller Simhela som är det singalesiska ordet för ön, som i sin tur vissa tror härstammar från det tamilska ordet för kokospalm. Det är även troligt att ön är uppkallad efter Ila som är dotter till Manu, mänsklighetens fader i hinduisk mytologi. Hela den indiska plattan (Indien och Sri Lanka) är känd som Ilavarta och därför kan Ilam eller Eelam uppkommit från Ila. Ilavarta betyder moder och följaktligen så benämnde de första hinduerna hela landet som moderlandet. Iizham betyder även det gyllene landet på tamil.